# Tordoia
Tordoia est une commune de la province de La Corogne en Galice (Espagne). Elle appartient à la comarque de Ordes de La Corogne (Galicie, Espagne). La commune de Tordoia est composée de dix paroisses : Andoio (San Mamede), Anxeriz (Santa Mariña), Bardaos (Santa María), Cabaleiros (San Xián), Castenda da Torre (Santa María), Gorgullos (Santaia), Leobalde (San Cristovo), Numide (Santiago), Tordoia (San Xoán), A Vila de Abade (San Cibrán). La population recensée en 2015 est de 3591 habitants.